# Aloe bullockii
Aloe bullockii ist eine Pflanzenart der Gattung der Aloen in der Unterfamilie der Affodillgewächse (Asphodeloideae). Das Artepitheton bullockii ehrt den britischen Botaniker Arthur Allman Bullock von den Royal Botanic Gardens in Kew.

## Beschreibung

### Vegetative Merkmale
Aloe bullockii wächst stammlos, einfach und geophytisch. Ihre Basis ist vergrößert und bildet eine Zwiebel von 3 bis 4 Zentimetern Durchmesser. Die dicken Wurzeln sind spindelförmig. Die acht bis zehn linealisch-lanzettlichen Laubblätter bilden Rosetten. Die linierte Blattspreite ist 10 bis 20 Zentimeter lang und 2 bis 3 Zentimeter breit. Die weichen, hellrosafarbenen Zähne am schmalen knorpeligen Blattrand sind 0,5 bis 1 Millimeter lang und stehen 0,5 bis 1 Millimeter voneinander entfernt.

### Blütenstände und Blüten
Der Blütenstand ist einfach oder besteht aus einem Zweig und erreicht eine Länge von 35 bis 50 Zentimeter. Die halbdichten, zylindrischen Trauben sind 7 bis 10 Zentimeter lang und 5 Zentimeter breit. Die eiförmig-spitzen, zurückgeschlagenen Brakteen weisen eine Länge von 8 bis 10 Millimeter auf und sind 5 bis 6 Millimeter breit. Die hellscharlach- bis korallenroten Blüten stehen an 4 bis 5 Millimeter langen Blütenstielen. Die Blüten sind bis 30 Millimeter lang und an ihrer Basis gestutzt. Auf Höhe des Fruchtknotens weisen die Blüten einen Durchmesser von 6 Millimeter auf. Darüber sind sie auf 4 Millimeter verengt, dann auf erweitert und schließlich zur Mündung erneut verengt. Ihre äußeren Perigonblätter sind auf einer Länge von 8 Millimetern nicht miteinander verwachsen. Die Staubblätter und der Griffel ragen kaum aus der Blüte heraus.

## Systematik und Verbreitung
Aloe bullockii ist im Nordosten von Tansania in Waldland in Höhen von etwa 1220 Metern verbreitet.
Die Erstbeschreibung durch Gilbert Westacott Reynolds wurde 1961 veröffentlicht.

## Nachweise